# ليو فيتزباتريك
ليو فيتزباتريك (بالإنجليزية: Leo Fitzpatrick)‏ مواليد 10 أغسطس 1978 في نيوجيرسي، الولايات المتحدة، هو ممثل أمريكي بدأ مسيرته الفنية سنة 1995.

## الأعمال
- أبناء الفوضى
- ذا كيل بوينت
- اسمي إيرل
- القانون والنظام: النية الإجرامية

## روابط خارجية
- ليو فيتزباتريك على موقع IMDb (الإنجليزية)
- ليو فيتزباتريك على موقع ألو سيني (الفرنسية)
- ليو فيتزباتريك على موقع أول موفي (الإنجليزية)
- ليو فيتزباتريك على موقع قاعدة بيانات الأفلام السويدية (السويدية)
- ليو فيتزباتريك على موقع إن إن دي بي (الإنجليزية)
- ليو فيتزباتريك على موقع قاعدة بيانات الفيلم (الإنجليزية)
- ليو فيتزباتريك على موقع كينوبويسك (الروسية)